# اوهلشتدت-کیرشازل
اوهلشتدت-کیرشازل (به آلمانی: Uhlstädt-Kirchhasel) یک شهر در آلمان است که در زارفلد-رودلشتات واقع شده‌است. اوهلشتدت-کیرشازل ۶٬۶۵۷ نفر جمعیت دارد.